# Râul Șterpoaia
Râul Șterpoaia este un curs de apă, afluent al râului Gilort.